# بالا محلة نركة (أملش الجنوبي)
بالا محلة نرکة (بالفارسية: بالامحله نرکه) هي قرية تقع في إيران في غيلان. يقدر عدد سكانها بـ 298 نسمة بحسب إحصاء 2016.